# تفجيرات عاشوراء في العراق 2004
مجزرة عاشوراء التي وقعت في 2 مارس 2004 في العراق كانت سلسلة من التفجيرات الإرهابية المخطط لها والتي أسفرت عن مقتل ما لا يقل عن 178 شخصا وإصابة ما لا يقل عن 500 من المسلمين الشيعة العراقيين في ذكرى يوم عاشوراء. وقد أدت التفجيرات إلى اسوأ أيام احتلال العراق بعد حرب العراق للإطاحة بصدام حسين.

## الهجمات
انفجرت تسعة انفجارات في كربلاء مصحوبة بقذائف الهاون والقنابل اليدوية والصواريخ، مما أسفر عن مقتل أكثر من 100 شخص، في حين أسفرت ثلاثة انفجارات بالقرب من ضريح الكاظمية في بغداد عن مقتل 58 آخرين. وعلى الرغم من أن الهجوم شمل فرق مسلحة وسيارات مفخخة وما يصل إلى اثني عشر انتحاريا، إلا أن هناك أيضا سيارة محملة بالمتفجرات تم اعتراضها أثناء محاولتهم دخول البصرة، وكذلك انتحاريان في كربلاء وآخرين في بغداد دخلا عبر سوريا. وكان القصد من هذه الفرق المسلحة بالصواريخ والأسلحة الصغيرة هو قتل الجرحى من جراء الانفجارات وكذلك احتجاز أولئك الذين يحاولون الفرار من المذبحة.
وحملت القاعدة، التي تعتبر الإسلام الشيعي بدعة، المسؤولية عن الهجوم على الفور، وكان يعتقد أن نيتها هي التسبب في دمار أكبر بكثير مما حدث بالفعل.
وكان العميد مارك كيميت القائد الأمريكي في بغداد قد حمل في البداية أبو مصعب الزرقاوي مسؤولية هذه الهجمات، ولكن تبين بعد ذلك أن القائد الميداني للزرقاوي في العراق، أبو عبد الله الحسن بن محمود، هو المسؤول عن الهجمات. ألقى آية الله علي السيستاني، وهو المرجع الأعلى عند الشيعة في العراق، اللوم على الولايات المتحدة للسماح بحدوث الهجمات، لكن كيميت اتفق مع القادة الشيعة على إخلاء الأضرحة احتراما للاختلافات الثقافية.

## وصلات خارجية
- "THE ASHOURA ATTACKS". مؤرشف من الأصل في 2007-03-30. اطلع عليه بتاريخ 2007-02-07.
- Thousands mourn for Shiite bombing victims
- "Possible Suspects and Motives for the Suicide Bombings In Iraq". مؤرشف من الأصل في 2004-04-27. اطلع عليه بتاريخ 2007-12-06.